# 鄔又曦
鄔又曦（英語：Claire Wu，1992年5月18日—），本名鄔念庭，台灣女演員、網紅、直播主。她曾有5年護理師經驗，曾在無名小站活動，後來又參與直播。在參與綜藝節目後，開始出演電視劇，出道作品為 《網紅的瘋狂世界》。
2020年加入鄉民大會助理主持，在節目中成立虛構的「克萊兒無法黨」。2022年出版首本寫真集《像我一樣甜》，因為自己喜愛吃甜點，而開始接觸烘焙，而且還擁有英國PME蛋糕裝飾證書。這次的寫真書就結合了她最愛的甜點一起拍攝。

## 主持作品

### 網路節目
| 主持年份                    | 頻道    | 節目           | 備註       |
| --------------------------- | ------- | -------------- | ---------- |
| 2023年4月26日—2023年8月9日  | YouTube | 《下班瀚你聊》 | 搭檔黃暐瀚 |
| 2023年8月14日—2024年1月12日 | YouTube | 《政治仙知道》 | 搭檔謝龍介 |

## 演出作品

### 電視劇
| 年份   | 播出頻道         | 劇名               | 角色   | 備註 |
| ------ | ---------------- | ------------------ | ------ | ---- |
| 2019年 | 台視、三立都會台 | 《網紅的瘋狂世界》 | 克萊兒 | 自己 |

### 寫真書
| 年份   | 書名       | 角色   | 內容                                                             |
| ------ | ---------- | ------ | ---------------------------------------------------------------- |
| 2022年 | 像我一樣甜 | 克萊兒 | 寫真集中有泳裝、浴巾、背部全裸等內容以及克萊兒平時最喜歡的甜食。 |

## 參與節目
- 《綜藝大熱門》
- 《娛樂星世界》
- 《愛玩客》
- 《國光幫幫忙》
- 《綜藝3國智》
- 《鄉民大會 （页面存档备份，存于）》
- 《天才衝衝衝》
- 《11點熱吵店》
- 《我就問你正常嗎?》
- 《同學來了》
- 《全明星攻略》
- 《小姐不熙娣》
- 《下班瀚你聊》

## MV演出
- 周予天《We Gon' Be Okay》[3]
- 911 《偶喜翻你》[4]
- 黃韋綸《你還想他》[5]

## 廣告
- 2020年台灣大哥大好速成双[6]
- 2020年康是美｜最愛女人節 姊妹篇[7]
- 2021年渣打銀行 渣打優逸理財語錄篇[8]
- 2021年樂天小熊餅廣告 情侶篇[9]
- 2021年明治CACAO黑巧克力【加分篇】[10]
- 2021年台灣大哥大 iPhone 8 最i果粉 i就換8[11]
- 2022年史上初 !! ARIEL 4D抗菌洗衣膠囊[12]
- 2022年UCC AROMA BREW「黑王白王」篇 [13]
- 2022年Oral-B iO微磁電動牙刷[14]

## 資料來源
1. ↑  . 鏡周刊. 2022-12-24  [2021-01-07]. （原始内容存档于2021-10-25）.
2. ↑  . 三立新聞網. 2022-12-24  [2019-09-12]. （原始内容存档于2022-12-04）.
3. ↑  ,   [2023-01-05], （原始内容存档于2023-05-18） （中文（中国大陆））
4. ↑  ,   [2023-01-05], （原始内容存档于2023-01-05） （中文（中国大陆））
5. ↑  ,   [2023-01-05], （原始内容存档于2023-01-05） （中文（中国大陆））
6. ↑  .   [2022-12-24].
7. ↑  ,   [2023-01-05], （原始内容存档于2023-01-05） （中文（中国大陆））
8. ↑  ,   [2023-01-05], （原始内容存档于2023-01-05） （中文（中国大陆））
9. ↑  ,   [2023-01-05], （原始内容存档于2023-01-05） （中文（中国大陆））
10. ↑  ,   [2023-01-05], （原始内容存档于2023-01-05） （中文（中国大陆））
11. ↑  ,   [2023-01-05], （原始内容存档于2022-01-23） （中文（中国大陆））
12. ↑  ,   [2023-01-05], （原始内容存档于2023-05-03） （中文（中国大陆））
13. ↑  ,   [2023-01-05], （原始内容存档于2023-01-05） （中文（中国大陆））
14. ↑  ,   [2023-01-05], （原始内容存档于2023-01-05） （中文（中国大陆））

## 外部連結
- 鄔又曦的Facebook專頁
- 鄔又曦的Instagram帳戶
- 克萊兒Claire（页面存档备份，存于）的浪Live頻道